# Color Line Stadion
Le Color Line Stadion est un stade situé à Ålesund, en Norvège, inauguré en 2004.
Il est par ailleurs le stade-résident du club de football du Aalesunds FK évoluant en Tippeligaen et du Fortuna Ålesund évoluant en Toppserien.